# Ebbw Vale North
Ebbw Vale North (en anglais) ou Gogledd Glynebwy (en gallois) est une communauté du Blaenau Gwent, au pays de Galles.
Comme son nom l'indique, elle correspond à la moitié septentrionale de la ville d'Ebbw Vale, l'autre moitié formant la communauté d'Ebbw Vale South. Elles sont créées en 2010 par la scission de l'ancienne communauté d'Ebbw Vale.
Au recensement de 2011, la communauté d'Ebbw Vale North comptait 4 561 habitants.